# كريستيان سواريز (لاعب كرة قدم)
كريستيان سواريز (بالإسبانية: Cristián Suárez)‏ هو لاعب كرة قدم ومدرب كرة قدم تشيلي في مركز الدفاع، ولد في 6 فبراير 1987 في سان فيليبي في تشيلي. شارك مع منتخب تشيلي تحت 20 سنة لكرة القدم. أما مع النوادي، فقد لعب مع تشاكاريتا جيونيورز ونادي أولهانينسي ونادي أونيفرسيداد دي تشيلي ونادي أوهيجينس ونادي كورينثيانز.

## وصلات خارجية
- كريستيان سواريز (لاعب كرة قدم) على موقع قاعدة بيانات كرة القدم.إي يو (الإنجليزية)
- كريستيان سواريز (لاعب كرة قدم) على موقع Soccerway.com (الإنجليزية)
- كريستيان سواريز (لاعب كرة قدم) على موقع عالم كرة القدم.نت (الإنجليزية)
- كريستيان سواريز (لاعب كرة قدم) على موقع AS.com (الإسبانية)